# Gabriel Aubry
Gabriel "Gabi" Aubry (Saint-Germain-en-Laye, 3 de abril de 1998) es un piloto de automovilismo francés.

## Carrera
Aubry comenzó su carrera en el automovilismo en el karting en 2008, compitiendo en eventos en toda Europa. Uno de sus aspectos más destacados fue el tercero en la clase KFJ del Trofeo Andrea Margutti en 2013, superando a pilotos como Lando Norris y Jehan Daruvala. En su última temporada en karting, en 2014, terminó décimo en el Campeonato de Europa y 30 en el Mundial.
En 2015, Aubry cambió a las carreras de fórmula, haciendo su debut en el Campeonato Francés de F4. Ganó una carrera en Hungaroring y subió al podio en otras nueve carreras. En parte debido a esto, terminó tercero en el campeonato con 227 puntos detrás de Valentin Moineault y Sacha Fenestraz.
Aubry hizo su debut en la Fórmula Renault 2.0 en 2016, donde jugó para Tech 1 Racing tanto en la Eurocopa de Fórmula Renault como en la Copa de Europa del Norte de Fórmula Renault. El cuarto puesto en el Circuito Paul Ricard fue su mejor resultado en la Eurocup, terminando en el duodécimo puesto de la clasificación con 35 puntos. En el NEC, condujo en cuatro de los siete fines de semana de carreras, con un sexto puesto en la carrera inaugural de la temporada en el Autodromo Nazionale di Monza como mejor resultado, terminando 18º en la clasificación final con 76 puntos.
En 2017, Aubry se mantuvo activo en ambos campeonatos de Fórmula Renault para Tech 1. En la Eurocup, ganó dos carreras en Hungaroring y sumó una tercera victoria en Spa-Francorchamps, terminando quinto en el campeonato con 232 puntos. En el NEC condujo en cuatro de los cinco fines de semana de carrera y ganó dos carreras en el Autodromo Nazionale Monza y una en Spa, terminando también quinto en el campeonato con 115 puntos.
Aubry inició el 2018 con su debut en las carreras de resistencia en las 6 Horas de Tailandia en el Circuito Internacional de Chang. Junto con Patrick Byrne y Guy Cosmo, condujo para el equipo Jackie Chan DC Racing X Jota y terminó cuarto en la clase LMP3. Aubry también hizo su debut en la GP3 Series ese año con el equipo Arden International.

## Resultados

### GP3 Series
(Clave) (negrita indica pole position) (cursiva indica vuelta rápida puntuable)

| Año  | Escudería           | 1   | 1   | 2   | 2   | 3   | 3   | 4   | 4   | 5   | 5   | 6   | 6   | 7   | 7   | 8   | 8   | 9   | 9   | Pos. | Puntos | Ref.  |
| ---- | ------------------- | --- | --- | --- | --- | --- | --- | --- | --- | --- | --- | --- | --- | --- | --- | --- | --- | --- | --- | ---- | ------ | ----- |
| 2018 | Arden International | BAR | BAR | LEC | LEC | SPI | SPI | SIL | SIL | BUD | BUD | SPA | SPA | MNZ | MNZ | SOC | SOC | YMC | YMC | 18.º | 5      | [ 2 ] |
| 2018 | Arden International | 12  | Ret | 15  | Ret | 16  | Ret | Ret | Ret | 10  | 13  | 13  | 11  | Ret | Ret | 11  | 6   | 15  | 14  | 18.º | 5      | [ 2 ] |